# ATP Finals 2019
ATP Finals 2019, známý také jako Turnaj mistrů 2019 či se jménem sponzora Nitto ATP Finals 2019, představoval závěrečný tenisový turnaj mužské profesionální sezóny 2019 pro osm nejvýše postavených mužů ve dvouhře a osm nejlepších párů ve čtyřhře na žebříčku ATP Race v pondělním vydání po skončení posledního turnaje okruhu ATP Tour před Turnajem mistrů, tj. Paris Masters, pokud se podle pravidel účastníci nekvalifikovali jiným způsobem.
Turnaj se odehrával ve dnech 10. až 17. listopadu 2019, pojedenácté v britském hlavním městě Londýně. Dějištěm konání byla multifunkční O2 Arena, s instalovaným dvorcem s tvrdým povrchem. Celková dotace i prize money činily 9 000 000 amerických dolarů. Hlavním sponzorem se potřetí stala japonská společnost Nitto Denko.
Obhájcem titulu ve dvouhře byl německý hráč Alexander Zverev, který vypadl v semifinále. Čtvrtý singlový titul na okruhu ATP Tour vybojoval Stefanos Tsitsipas, jenž byl vůbec prvním řeckým účastníkem Turnaje mistrů. Triumf si připsal jako sedmý hráč již při svém debutu. Ve 21 letech a 3 měsících věku se stal nejmladším šampionem od 20letého Lleytona Hewitta z roku 2001, nejmladším finalistou od 21letého Juana Martína del Potra z roku 2009 i nejmladším startujícím na probíhajícím ročníku. Čtvrtý ročník v řadě získal tenista na turnaji svou první trofej, k čemuž naposledy předtím došlo v letech 1988–1991.
V deblové části byli obhájci Američané Mike Bryan a Jack Sock, kteří do turnaje nezasáhli. Vítězi se stali Pierre-Hugues Herbert a Nicolas Mahut. Turnaj mistrů ovládli jako první francouzská dvojice od šanghajské trofeje Llodry se Santorem v roce 2005. Soutěží prošli bez ztraceného setu s jejich celkovou bilancí 10–0, což se naposledy předtím podařilo Rojerovi s Tecăuem v roce 2015.

## Turnaj

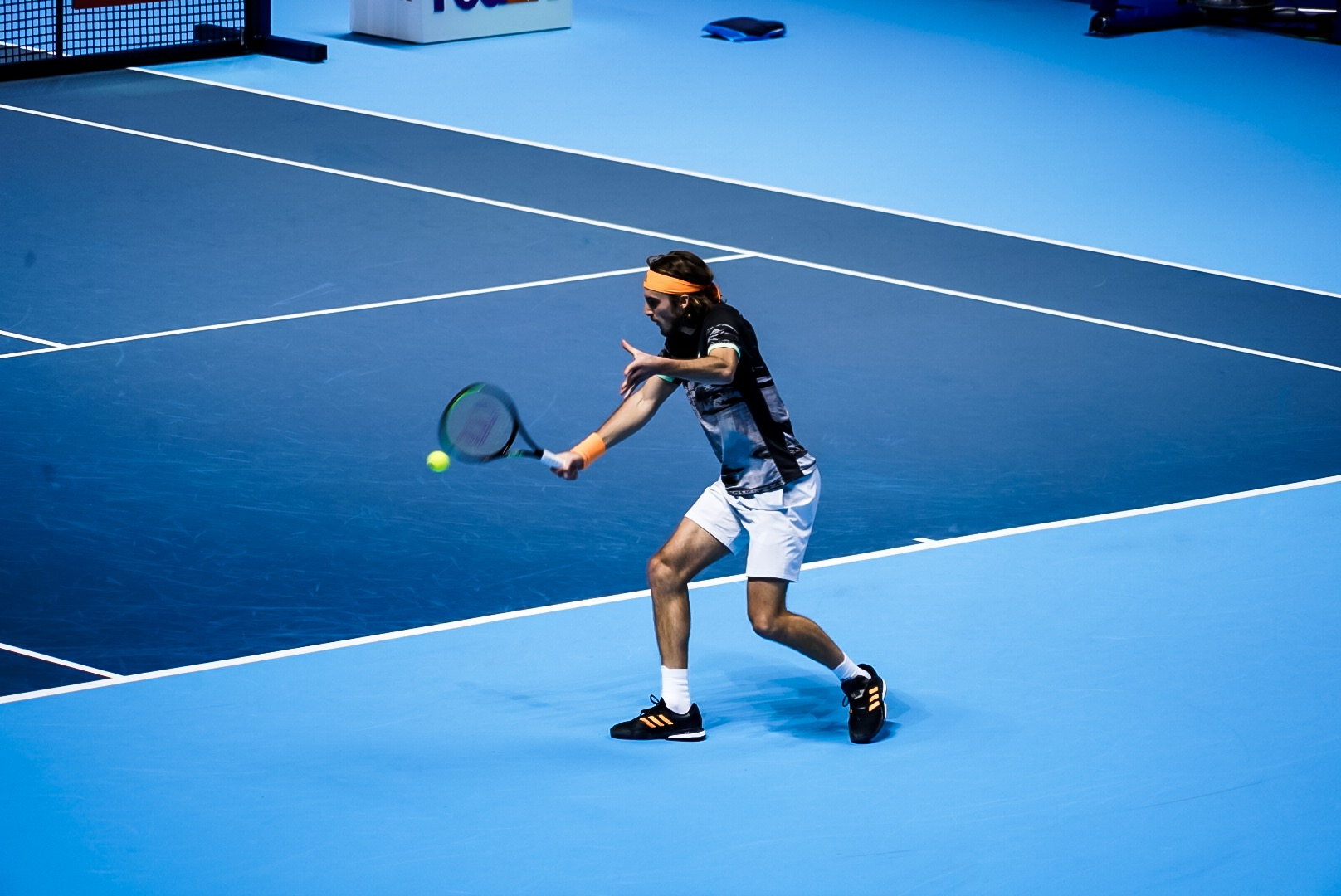
Vítěz turnaje, Řek Stefanos Tsitsipas

Londýnská O2 Arena hostila mezi 10. až 17. listopadem 2019 jubilejní padesátý ročník turnaje mistrů ve dvouhře a čtyřicátý pátý ve čtyřhře. Událost organizovala Asociace tenisových profesionálů (ATP) jako součást okruhu ATP Tour 2019. Jednalo se o závěrečný turnaj sezóny v kategorii ATP Tour Finals, konaný týden po závěrečné události pro nejlepší hráče do 21 let, Next Generation ATP Finals v Miláně.

### Formát
Soutěže dvouhry se účastnilo osm tenistů, z nichž každý odehrál tři vzájemné zápasy v jedné ze dvou čtyřčlenných základních skupin. První dva tenisté z každé skupiny postoupili do semifinále, které bylo hráno vyřazovacím systémem pavouka. První ze skupin se utkali s druhými z opačných skupin. Vítězové semifinále se pak střetli ve finálovém duelu.
Soutěž čtyřhry kopírovala formát dvouhry.
Všechny zápasy dvouhry byly hrány na dva vítězné sety s uplatněním tiebreaku, včetně finále. Každé utkání čtyřhry se konalo na dva vítězné sety. Za vyrovnaného stavu sad 1:1 o vítězi rozhodl supertiebreak. Jednotlivé gamy čtyřhry neobsahovaly „výhodu“, ale po shodě vždy následoval přímý vítězný míč gamu.

### Názvy skupin
ATP popáté pojmenovala skupiny, v minulosti označované A a B, po předchozích vítězích turnaje. Ve dvouhrách se jednalo o amerického třináctinásobného účastníka Andreho Agassiho (titul 1990) a Švéda Björna Borga (tituly 1979, 1980). Ve čtyřhře propůjčili skupinám jména členové vítězného páru z Tennis Masters Cupu 2006, Bělorus Max Mirnyj a Švéd Jonas Björkman.

## Body a finanční odměny
| Fáze | dvouhra          | čtyřhra        | body     |
| --- | ---------------- | -------------- | -------- |
| neporažení vítězové | 2 871 000 $      | 533 000 $      | 1 500    |
| vítězové finále | ZS + 1 354 000 $ | ZS + 204 000 $ | ZS + 900 |
| vítězové semifinále | ZS + 657 000 $   | ZS + 106 000 $ | ZS + 400 |
| za výhru v základní skupině | 215 000 $        | 40 000 $       | 200      |
| startovné | 215 000 $        | 103 000 $      | —        |
| náhradníci | 116 000 $        | 40 000 $       | —        |
| Poznámky |                  |                |          |
| - částky uváděny v amerických dolarech ($) - celkový rozpočet 9 000 000 dolarů - ZS – celkové finanční odměny či body získané v základní skupině - finanční odměny ve čtyřhře uváděny na celý pár |                  |                |          |

## Dvouhra

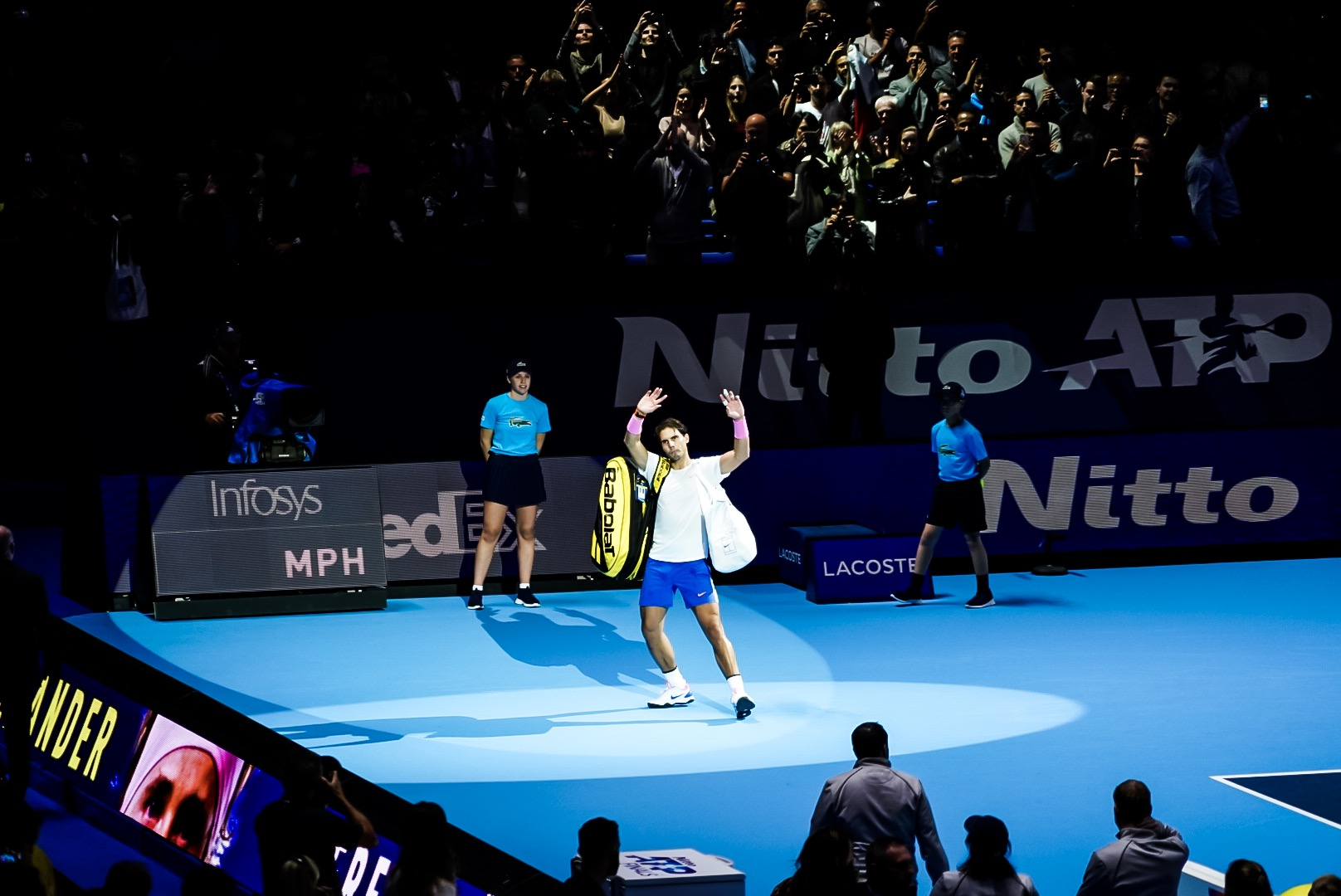
Rafael Nadal opouští dvorec po porážce od Alexandra Zvereva

### Kvalifikovaní hráči
| Žebříček ATP Race To London                   | Žebříček ATP Race To London | Žebříček ATP Race To London | Žebříček ATP Race To London | Žebříček ATP Race To London | Žebříček ATP Race To London |
| Pořadí                                        | hráč                        | body                        | turnaje                     | kvalifikován                | kvalifikován                |
| --------------------------------------------- | --------------------------- | --------------------------- | --------------------------- | --------------------------- | --------------------------- |
| 1.                                            | Rafael Nadal                | 9 585                       | 12                          | 10. července                | [ 9 ]                       |
| 2.                                            | Novak Djoković              | 8 945                       | 14                          | 14. července                | [ 10 ]                      |
| 3.                                            | Roger Federer               | 6 190                       | 13                          | 27. srpna                   | [ 11 ]                      |
| 4.                                            | Daniil Medveděv             | 5 705                       | 22                          | 3. září                     | [ 12 ]                      |
| 5.                                            | Dominic Thiem               | 5 025                       | 20                          | 5. října                    | [ 13 ]                      |
| 6.                                            | Stefanos Tsitsipas          | 4 000                       | 26                          | 11. října                   | [ 14 ]                      |
| 7.                                            | Alexander Zverev            | 2 945                       | 23                          | 30. října                   | [ 15 ]                      |
| 8.                                            | Matteo Berrettini           | 2 670                       | 24                          | 1. listopadu                | [ 16 ]                      |
| skupina Andreho Agassiho skupina Björna Borga |                             |                             |                             |                             |                             |

### Výsledky a body
Tabulka uvádí započítané sezónní výsledky a odpovídající bodový zisk kvalifikovaných hráčů a náhradníků Turnaje mistrů. 
| ATP Race | tenista               | Grand Slam | Grand Slam | Grand Slam | Grand Slam | ATP Tour Masters 1000 | ATP Tour Masters 1000 | ATP Tour Masters 1000 | ATP Tour Masters 1000 | ATP Tour Masters 1000 | ATP Tour Masters 1000 | ATP Tour Masters 1000 | ATP Tour Masters 1000 | Nejlépe na dalších turnajích | Nejlépe na dalších turnajích | Nejlépe na dalších turnajích | Nejlépe na dalších turnajích | Nejlépe na dalších turnajích | Nejlépe na dalších turnajích | body  | turnajů |
| --- | --------------------- | ---------- | ---------- | ---------- | ---------- | --------------------- | --------------------- | --------------------- | --------------------- | --------------------- | --------------------- | --------------------- | --------------------- | ---------------------------- | ---------------------------- | ---------------------------- | ---------------------------- | ---------------------------- | ---------------------------- | ----- | ------- |
| ATP Race | tenista               | AO         | FO         | WIM        | USO        | IW                    | MI                    | MA                    | RO                    | CA                    | CI                    | ŠH                    | PA                    | 1.                           | 2.                           | 3.                           | 4.                           | 5.                           | 6.                           | body  | turnajů |
| 1. | Rafael Nadal          | F 1200     | Vítěz 2000 | SF 720     | Vítěz 2000 | SF 360                | A 0                   | SF 360                | Vítěz 1000            | Vítěz 1000            | A 0                   | A 0                   | SF 360                | SF 360                       | SF 180                       | R16 45                       | —                            | —                            | —                            | 9 585 | 12      |
| 2. | Novak Djoković        | Vítěz 2000 | SF 720     | Vítěz 2000 | R16 180    | R32 45                | R16 90                | Vítěz 1000            | F 600                 | A 0                   | SF 360                | QF 180                | Vítěz 1000            | Vítěz 500                    | QF 180                       | SF 90                        | —                            | —                            | —                            | 8 945 | 14      |
| 3. | Roger Federer         | R16 180    | SF 720     | F 1200     | QF 360     | F 600                 | Vítěz 1000            | QF 180                | QF 180                | A 0                   | R16 90                | QF 180                | A 0                   | Vítěz 500                    | Vítěz 500                    | Vítěz 500                    | —                            | —                            | —                            | 6 190 | 13      |
| 4. | Daniil Medveděv       | R16 180    | R128 10    | R32 90     | F 1200     | R32 45                | R16 90                | R64 10                | R64 10                | F 600                 | Vítěz 1000            | Vítěz 1000            | R32 10                | SF 360                       | F 300                        | F 300                        | Vítěz 250                    | Vítěz 250                    | A 0†                         | 5 705 | 22      |
| 5. | Dominic Thiem         | R64 45     | F 1200     | R128 10    | R128 10    | Vítěz 1000            | R64 10                | SF 360                | R32 10                | QF 180                | A 0                   | QF 180                | R16 90                | Vítěz 500                    | Vítěz 500                    | Vítěz 500                    | Vítěz 250                    | R16 90                       | QF 90                        | 5 025 | 20      |
| 6. | Stefanos Tsitsipas    | SF 720     | R16 180    | R128 10    | R128 10    | R64 10                | R16 90                | F 600                 | SF 360                | R32 10                | R32 10                | SF 360                | QF 180                | F 300                        | F 300                        | Vítěz 250                    | Vítěz 250                    | SF 180                       | SF 180                       | 4 000 | 26      |
| 7. | Alexander Zverev      | R16 180    | QF 360     | R128 10    | R16 180    | R32 45                | R64 10                | QF 180                | R32 10                | QF 180                | R32 10                | F 600                 | R16 90                | F 300                        | Vítěz 250                    | SF 180                       | SF 180                       | R16 90                       | QF 90                        | 2 945 | 23      |
| 8. | Matteo Berrettini     | R128 10    | R64 45     | R16 180    | SF 720     | R128 10               | R128 10               | SF 90                 | R16 90                | A 0                   | R64 10                | SF 360                | R32 10                | Vítěz 250                    | Vítěz 250                    | SF 180                       | SF 180                       | F 150                        | Vítěz 125                    | 2 670 | 24      |
| Náhradníci |                       |            |            |            |            |                       |                       |                       |                       |                       |                       |                       |                       |                              |                              |                              |                              |                              |                              |       |         |
| 9. | Roberto Bautista Agut | QF 360     | R32 90     | SF 720     | R128 10    | R64 10                | QF 180                | R64 10                | R32 45                | QF 180                | QF 180                | R16 90                | R32 10                | Vítěz 250                    | QF 90                        | QF 90                        | SF 90                        | SF 90                        | R32 45                       | 2 540 | 23      |
| 10. | Gaël Monfils          | R64 45     | R16 180    | R128 10    | QF 360     | QF 180                | R16 20                | R16 90                | R64 10                | SF 360                | R64 10                | R32 45                | QF 180                | Vítěz 500                    | SF 180                       | SF 180                       | SF 90                        | QF 45                        | QF 45                        | 2 530 | 21      |
| náhradník Žebříčkové body zapsané kurzivou uvádí, že hráč se nekvalifikoval (či nezískal speciální výjimku) ke startu na daném Grand Slamu či turnaji série Masters 1000 a na daném místě je tak uveden jeho další nejlepší bodový výsledek v sezóně. † – Hráči první třicítky žebříčku (Top 30) obdrželi penalizaci zápočtem 0 bodů, pokud v sezóně neodehráli alespoň čtyři turnaje kategorie ATP Tour 500, či alespoň jeden takový turnaj po skončení US Open. |                       |            |            |            |            |                       |                       |                       |                       |                       |                       |                       |                       |                              |                              |                              |                              |                              |                              |       |         |
| Zdroj: ATP Rankings Race To London |                       |            |            |            |            |                       |                       |                       |                       |                       |                       |                       |                       |                              |                              |                              |                              |                              |                              |       |         |

| Legenda | Legenda               | Legenda | Legenda             |
| ------- | --------------------- | ------- | ------------------- |
| 0/2000  | získané body          | R128    | 128 hráčů v kole    |
| A       | neúčast na turnaji    | R64     | 64 hráčů v kole     |
| QF      | prohra ve čtvrtfinále | R32     | 32 hráčů v kole     |
| SF      | prohra v semifinále   | R16     | 16 hráčů v kole     |
| F       | prohra ve finále      | Titul   | vítězství v turnaji |

### Předešlý poměr všech vzájemných zápasů
Tabulka uvádí poměr vzájemných zápasů hráčů před Turnajem mistrů.

#### Všechny odehrané zápasy
|    |                    | Nadal | Djoković | Federer | Medveděv | Thiem | Tsitsipas | Zverev | Berrettini | Celkem | Poměry |
| 1. | Rafael Nadal       |       | 26–28    | 24–16   | 2–0      | 9–4   | 4–1       | 5–0    | 1–0        | 71–49  | 51–6   |
| 2. | Novak Djoković     | 28–26 |          | 26–22   | 3–2      | 6–3   | 2–2       | 3–2    | 0–0        | 68–57  | 53–9   |
| 3. | Roger Federer      | 16–24 | 22–26    |         | 3–0      | 2–4   | 2–1       | 3–4    | 1–0        | 49–59  | 51–8   |
| 4. | Daniil Medveděv    | 0–2   | 2–3      | 0–3     |          | 1–2   | 5–0       | 1–4    | 1–0        | 10–14  | 59–18  |
| 5. | Dominic Thiem      | 4–9   | 3–6      | 4–2     | 2–1      |       | 4–2       | 5–2    | 2–1        | 24–23  | 46–17  |
| 6. | Stefanos Tsitsipas | 1–4   | 2–2      | 1–2     | 0–5      | 2–4   |           | 3–1    | 1–0        | 10–18  | 50–24  |
| 7. | Alexander Zverev   | 0–5   | 2–3      | 4–3     | 4–1      | 2–5   | 1–3       |        | 2–1        | 15–21  | 42–23  |
| 8. | Matteo Berrettini  | 0–1   | 0–0      | 0–1     | 0–1      | 1–2   | 0–1       | 1–2    |            | 2–8    | 42–21  |

#### Zápasy odehrané na tvrdém povrchu v hale
|    |                    | Nadal | Djoković | Federer | Medveděv | Thiem | Tsitsipas | Zverev | Berrettini | Celkem | Poměr |
| 1. | Rafael Nadal       |       | 2–4      | 1–5     | 0–0      | 0–0   | 0–0       | 0–0    | 0–0        | 3–9    | 4–0   |
| 2. | Novak Djoković     | 4–2   |          | 6–4     | 1–0      | 1–0   | 1–0       | 1–1    | 0–0        | 14–7   | 5–0   |
| 3. | Roger Federer      | 5–1   | 4–6      |         | 1–0      | 1–0   | 1–0       | 1–1    | 0–0        | 13–8   | 6–0   |
| 4. | Daniil Medveděv    | 0–0   | 0–1      | 0–1     |          | 0–1   | 1–0       | 0–1    | 0–0        | 1–4    | 12–2  |
| 5. | Dominic Thiem      | 0–0   | 0–1      | 0–1     | 1–0      |       | 0–0       | 1–0    | 1–0        | 3–2    | 8–3   |
| 6. | Stefanos Tsitsipas | 0–0   | 0–1      | 0–1     | 0–1      | 0–0   |           | 0–0    | 0–0        | 0–3    | 11–4  |
| 7. | Alexander Zverev   | 0–0   | 1–1      | 1–1     | 1–0      | 0–1   | 0–0       |        | 0–0        | 3–3    | 4–3   |
| 8. | Matteo Berrettini  | 0–0   | 0–0      | 0–0     | 0–0      | 0–1   | 0–0       | 0–0    |            | 0–1    | 7–4   |

## Čtyřhra

### Kvalifikované páry
| ATP Race To London                                                                                                   | ATP Race To London                  | ATP Race To London | ATP Race To London | ATP Race To London | ATP Race To London |
| Pořadí | pár                                 | body               | turnaje            | kvalifikován       | kvalifikován       |
| --- | ----------------------------------- | ------------------ | ------------------ | ------------------ | ------------------ |
| 1. | Juan Sebastián Cabal Robert Farah   | 8 300              | 21                 | 16. srpna          | [ 18 ]             |
| 2. | Łukasz Kubot Marcelo Melo           | 4 645              | 21                 | 11. října          | [ 19 ]             |
| 3. | Kevin Krawietz Andreas Mies         | 3 985              | 21                 | 26. října          | [ 20 ]             |
| 4. | Rajeev Ram Joe Salisbury            | 3 670              | 24                 | 28. října          | [ 21 ]             |
| 5. | Raven Klaasen Michael Venus         | 3 640              | 20                 | 24. října          | [ 22 ]             |
| 6. | Jean-Julien Rojer Horia Tecău       | 3 585              | 23                 | 28. října          | [ 23 ]             |
| 8. | Pierre-Hugues Herbert Nicolas Mahut | 3 360              | 7                  | 26. října          | [ 24 ]             |
| 9. | Ivan Dodig Filip Polášek            | 3 225              | 11                 | 1. listopadu       | [ 25 ]             |
| skupina Maxe Mirného skupina Jonase Björkmana Dodig s Poláškem se kvalifikovali po odhlášení Boba a Mika Bryanových. |                                     |                    |                    |                    |                    |

### Výsledky a body
Tabulka uvádí započítané sezónní výsledky a odpovídající bodový zisk kvalifikovaných párů na Turnaji mistrů.
| ATP Race                                 | dvojice                             | Nejlepší bodový zisk z turnajů | Nejlepší bodový zisk z turnajů | Nejlepší bodový zisk z turnajů | Nejlepší bodový zisk z turnajů | Nejlepší bodový zisk z turnajů | Nejlepší bodový zisk z turnajů | Nejlepší bodový zisk z turnajů | Nejlepší bodový zisk z turnajů | Nejlepší bodový zisk z turnajů | Nejlepší bodový zisk z turnajů | Nejlepší bodový zisk z turnajů | Nejlepší bodový zisk z turnajů | Nejlepší bodový zisk z turnajů | Nejlepší bodový zisk z turnajů | Nejlepší bodový zisk z turnajů | Nejlepší bodový zisk z turnajů | Nejlepší bodový zisk z turnajů | Nejlepší bodový zisk z turnajů | body  | turnajů |
| ATP Race                                 | dvojice                             | 1.                             | 2.                             | 3.                             | 4.                             | 5.                             | 6.                             | 7.                             | 8.                             | 9.                             | 10.                            | 11.                            | 12.                            | 13.                            | 14.                            | 15.                            | 16.                            | 17.                            | 18.                            | body  | turnajů |
| ---------------------------------------- | ----------------------------------- | ------------------------------ | ------------------------------ | ------------------------------ | ------------------------------ | ------------------------------ | ------------------------------ | ------------------------------ | ------------------------------ | ------------------------------ | ------------------------------ | ------------------------------ | ------------------------------ | ------------------------------ | ------------------------------ | ------------------------------ | ------------------------------ | ------------------------------ | ------------------------------ | ----- | ------- |
| 1.                                       | Juan Sebastián Cabal Robert Farah   | Vítěz 2000                     | Vítěz 2000                     | Vítěz 1000                     | SF 720                         | F 600                          | Vítěz 500                      | Vítěz 250                      | QF 180                         | QF 180                         | SF 180                         | F 150                          | R16 90                         | R16 90                         | R16 90                         | QF 90                          | QF 90                          | QF 90                          | R64 0                          | 8 300 | 21      |
| 2.                                       | Łukasz Kubot Marcelo Melo           | F 600                          | F 600                          | QF 360                         | SF 360                         | SF 360                         | F 300                          | F 300                          | F 300                          | Vítěz 250                      | R16 180                        | R16 180                        | QF 180                         | QF 180                         | QF 180                         | SF 180                         | QF 90                          | QF 45                          | R32 0                          | 4 645 | 21      |
| 3.                                       | Kevin Krawietz Andreas Mies         | Vítěz 2000                     | SF 720                         | SF 360                         | Vítěz 250                      | Vítěz 250                      | R16 90                         | QF 90                          | SF 90                          | QF 45                          | QF 45                          | QF 45                          | R16 0                          | R64 0                          | R16 0                          | R32 0                          | R16 0                          | R16 0                          | R32 0                          | 3 985 | 21      |
| 4.                                       | Rajeev Ram Joe Salisbury            | Vítěz 500                      | Vítěz 500                      | QF 360                         | SF 360                         | F 300                          | R16 180                        | R16 180                        | R16 180                        | QF 180                         | QF 180                         | SF 180                         | F 150                          | F 150                          | R16 90                         | QF 90                          | QF 45                          | QF 45                          | R16 0                          | 3 670 | 24      |
| 5.                                       | Raven Klaasen Michael Venus         | SF 720                         | F 600                          | Vítěz 500                      | Vítěz 500                      | QF 360                         | QF 180                         | QF 180                         | QF 180                         | F 150                          | R32 90                         | QF 90                          | QF 45                          | QF 45                          | R16 0                          | R16 0                          | R16 0                          | R32 0                          | R64 0                          | 3 640 | 20      |
| 6.                                       | Jean-Julien Rojer Horia Tecău       | Vítěz 1000                     | Vítěz 500                      | QF 360                         | QF 360                         | F 300                          | F 300                          | QF 180                         | SF 180                         | R16 90                         | R16 90                         | QF 90                          | SF 90                          | QF 45                          | R64 0                          | R32 0                          | R32 0                          | R32 0                          | R64 0                          | 3 585 | 23      |
| 7.                                       | Bob Bryan Mike Bryan                | Vítěz 1000                     | QF 360                         | Vítěz 250                      | R16 180                        | R16 180                        | R16 180                        | QF 180                         | QF 180                         | SF 180                         | F 150                          | R16 90                         | R16 90                         | QF 90                          | QF 90                          | SF 90                          | SF 90                          | R16 0                          | R16 0                          | 3 380 | 20      |
| 8.                                       | Pierre-Hugues Herbert Nicolas Mahut | Vítěz 2000                     | Vítěz 1000                     | SF 180                         | R16 90                         | R16 90                         | R32 0                          | R64 0                          |                                |                                |                                |                                |                                |                                |                                |                                |                                |                                |                                | 3 360 | 7       |
| 9.                                       | Ivan Dodig Filip Polášek            | Vítěz 1000                     | SF 720                         | Vítěz 500                      | SF 360                         | QF 180                         | SF 180                         | F 150                          | SF 90                          | QF 45                          | R32 0                          | R64 0                          |                                |                                |                                |                                |                                |                                |                                | 3 225 | 11      |
| Náhradníci                               |                                     |                                |                                |                                |                                |                                |                                |                                |                                |                                |                                |                                |                                |                                |                                |                                |                                |                                |                                |       |         |
| 10.                                      | Henri Kontinen John Peers           | F 1200                         | QF 360                         | R16 180                        | QF 180                         | QF 180                         | SF 180                         | R32 90                         | R16 90                         | R16 90                         | R16 90                         | R16 90                         | R16 90                         | QF 90                          | QF 90                          | R16 0                          | R16 0                          | R32 0                          | R16 0                          | 3 000 | 19      |
| 11.                                      | Jérémy Chardy Fabrice Martin        | F 1200                         | Vítěz 250                      | Vítěz 250                      | R16 180                        | QF 180                         | QF 180                         | QF 135                         | R32 90                         | QF 90                          | QF 45                          | R16 0                          | R32 0                          | R16 0                          | R32 0                          |                                |                                |                                |                                | 2 600 | 14      |
| odhlášení z turnaje                      |                                     |                                |                                |                                |                                |                                |                                |                                |                                |                                |                                |                                |                                |                                |                                |                                |                                |                                |                                |       |         |
| Zdroj: Rankings - Doubles Race to London |                                     |                                |                                |                                |                                |                                |                                |                                |                                |                                |                                |                                |                                |                                |                                |                                |                                |                                |                                |       |         |

### Předešlý poměr všech vzájemných zápasů
Tabulka uvádí poměr vzájemných zápasů párů před Turnajem mistrů.

#### Všechny odehrané zápasy
|    |                                     | Cabal Farah | Kubot Melo | Krawietz Mies | Ram Salisbury | Klaasen Venus | Rojer Tecău | Herbert Mahut | Dodig Polášek | Celkem |       |
| 1. | Juan Sebastián Cabal Robert Farah   |             | 5–2        | 0–0           | 0–1           | 2–3           | 4–5         | 1–4           | 0–1           | 12–16  | 49–16 |
| 2. | Łukasz Kubot Marcelo Melo           | 2–5         |            | 0–0           | 1–2           | 3–3           | 4–0         | 2–1           | 1–2           | 13–13  | 44–20 |
| 3. | Kevin Krawietz Andreas Mies         | 0–0         | 0–0        |               | 1–0           | 0–1           | 0–0         | 0–1           | 0–0           | 1–2    | 28–18 |
| 4. | Rajeev Ram Joe Salisbury            | 1–0         | 2–1        | 0–1           |               | 0–0           | 2–1         | 0–1           | 0–1           | 5–5    | 38–22 |
| 5. | Raven Klaasen Michael Venus         | 3–2         | 3–3        | 1–0           | 0–0           |               | 1–1         | 0–0           | 0–2           | 8–8    | 32–17 |
| 6. | Jean-Julien Rojer Horia Tecău       | 5–4         | 0–4        | 0–0           | 1–2           | 1–1           |             | 2–1           | 1–1           | 10–13  | 33–21 |
| 7. | Pierre-Hugues Herbert Nicolas Mahut | 4–1         | 1–2        | 1–0           | 1–0           | 0–0           | 1–2         |               | 0–0           | 8–5    | 14–5  |
| 8. | Ivan Dodig Filip Polášek            | 1–0         | 2–1        | 0–0           | 1–0           | 2–0           | 1–1         | 0–0           |               | 7–2    | 26–9  |

## Skupiny
| Skupina Andreho Agassiho | Skupina Björna Borga |
| ------------------------ | -------------------- |
| Rafael Nadal             | Novak Djoković       |
| Daniil Medveděv          | Roger Federer        |
| Stefanos Tsitsipas       | Dominic Thiem        |
| Alexander Zverev         | Matteo Berrettini    |

| Skupina Maxe Mirného | Skupina Jonase Björkmana |
| -------------------- | ------------------------ |
| Cabal / Farah        | Kubot / Melo             |
| Krawietz / Mies      | Ram / Salisbury          |
| Rojer / Tecău        | Klaasen / Venus          |
| Herbert / Mahut      | Dodig / Polášek          |

## Harmonogram zápasů
| Zápasy                 | Zápasy                 | Zápasy                 | Zápasy                                  | Zápasy                                | Zápasy                       |
| Program                | fáze                   | fáze                   | vítězové                                | poražení                              | výsledek                     |
| 1. den – 10. listopadu | 1. den – 10. listopadu | 1. den – 10. listopadu | 1. den – 10. listopadu                  | 1. den – 10. listopadu                | 1. den – 10. listopadu       |
| ---------------------- | ---------------------- | ---------------------- | --------------------------------------- | ------------------------------------- | ---------------------------- |
| Odpoledne              | čtyřhra                | skupina Björkmana      | Raven Klaasen Michael Venus [5]         | Rajeev Ram Joe Salisbury [4]          | 6–3, 6–4                     |
| Odpoledne              | dvouhra                | skupina Borga          | Novak Djoković [2]                      | Matteo Berrettini [8]                 | 6–2, 6–1                     |
| Večer                  | čtyřhra                | skupina Björkmana      | Łukasz Kubot Marcelo Melo [2]           | Ivan Dodig Filip Polášek [8]          | 4–6, 6–4, [10–5]             |
| Večer                  | dvouhra                | skupina Borga          | Dominic Thiem [5]                       | Roger Federer [3]                     | 7–5, 7–5                     |
| 2. den – 11. listopadu |                        |                        |                                         |                                       |                              |
| Odpoledne              | čtyřhra                | skupina Mirného        | Kevin Krawietz Andreas Mies [3]         | Jean-Julien Rojer Horia Tecău [6]     | 7–6(7–3), 4–6, [10–6]        |
| Odpoledne              | dvouhra                | skupina Agassiho       | Stefanos Tsitsipas [6]                  | Daniil Medveděv [4]                   | 7–6(7–5), 6–4                |
| Večer                  | čtyřhra                | skupina Mirného        | Pierre-Hugues Herbert Nicolas Mahut [7] | Juan Sebastián Cabal Robert Farah [1] | 6–3, 7–5                     |
| Večer                  | dvouhra                | skupina Agassiho       | Alexander Zverev [7]                    | Rafael Nadal [1]                      | 6–2, 6–4                     |
| 3. den – 12. listopadu |                        |                        |                                         |                                       |                              |
| Odpoledne              | čtyřhra                | skupina Björkmana      | Rajeev Ram Joe Salisbury [4]            | Ivan Dodig Filip Polášek [8]          | 3–6, 6–3, [10–6]             |
| Odpoledne              | dvouhra                | skupina Borga          | Roger Federer [3]                       | Matteo Berrettini [8]                 | 7–6(7–2), 6–3                |
| Večer                  | čtyřhra                | skupina Björkmana      | Raven Klaasen Michael Venus [5]         | Łukasz Kubot Marcelo Melo [2]         | 6–3, 6–4                     |
| Večer                  | dvouhra                | skupina Borga          | Dominic Thiem [5]                       | Novak Djoković [2]                    | 6–7(5–7), 6–3, 7–6(7–5)      |
| 4. den – 13. listopadu |                        |                        |                                         |                                       |                              |
| Odpoledne              | čtyřhra                | skupina Mirného        | Jean-Julien Rojer Horia Tecău [6]       | Juan Sebastián Cabal Robert Farah [1] | 6–2, 5–7, [10–8]             |
| Odpoledne              | dvouhra                | skupina Agassiho       | Rafael Nadal [1]                        | Daniil Medveděv [4]                   | 6–7(3–7), 6–3, 7–6(7–4)      |
| Večer                  | čtyřhra                | skupina Mirného        | Pierre-Hugues Herbert Nicolas Mahut [7] | Kevin Krawietz Andreas Mies [3]       | 7–5, 7–6(7–3)                |
| Večer                  | dvouhra                | skupina Agassiho       | Stefanos Tsitsipas [6]                  | Alexander Zverev [7]                  | 6–3, 6–2                     |
| 5. den – 14. listopadu |                        |                        |                                         |                                       |                              |
| Odpoledne              | čtyřhra                | skupina Björkmana      | Łukasz Kubot Marcelo Melo [2]           | Rajeev Ram Joe Salisbury [4]          | 6–7(5–7), 6–4, [10–7]        |
| Odpoledne              | dvouhra                | skupina Borga          | Matteo Berrettini [8]                   | Dominic Thiem [5]                     | 7–6(7–3), 6–3                |
| Večer                  | čtyřhra                | skupina Björkmana      | Ivan Dodig Filip Polášek [8]            | Raven Klaasen Michael Venus [5]       | 7–6(7–4), 6–4                |
| Večer                  | dvouhra                | skupina Borga          | Roger Federer [3]                       | Novak Djoković [2]                    | 6–4, 6–3                     |
| 6. den – 15. listopadu |                        |                        |                                         |                                       |                              |
| Odpoledne              | čtyřhra                | skupina Mirného        | Juan Sebastián Cabal Robert Farah [1]   | Kevin Krawietz Andreas Mies [3]       | 7–6(9–7), 6–2                |
| Odpoledne              | dvouhra                | skupina Agassiho       | Rafael Nadal [1]                        | Stefanos Tsitsipas [6]                | 6–7(4–7), 6–4, 7–5           |
| Večer                  | čtyřhra                | skupina Mirného        | Pierre-Hugues Herbert Nicolas Mahut [7] | Jean-Julien Rojer Horia Tecău [6]     | 6–3, 7–6(7–4)                |
| Večer                  | dvouhra                | skupina Agassiho       | Alexander Zverev [7]                    | Daniil Medveděv [4]                   | 6–4, 7–6(7–4)                |
| 7. den – 16. listopadu |                        |                        |                                         |                                       |                              |
| Odpoledne              | čtyřhra                | semifinále čtyřhry     | Raven Klaasen Michael Venus [5]         | Juan Sebastián Cabal Robert Farah [1] | 6–7(5–7), 7–6(12–10), [10–6] |
| Odpoledne              | dvouhra                | semifinále dvouhry     | Stefanos Tsitsipas [6]                  | Roger Federer [3]                     | 6–3, 6–4                     |
| Večer                  | čtyřhra                | semifinále čtyřhry     | Pierre-Hugues Herbert Nicolas Mahut [7] | Łukasz Kubot Marcelo Melo [2]         | 6–3, 7–6(7–4)                |
| Večer                  | dvouhra                | semifinále dvouhry     | Dominic Thiem [5]                       | Alexander Zverev [7]                  | 7–5, 6–3                     |
| 8. den – 17. listopadu |                        |                        |                                         |                                       |                              |
| Odpoledne              | čtyřhra                | finále čtyřhry         | Pierre-Hugues Herbert Nicolas Mahut [7] | Raven Klaasen Michael Venus [5]       | 6–3, 6–4                     |
| Odpoledne              | dvouhra                | finále dvouhry         | Stefanos Tsitsipas [6]                  | Dominic Thiem [5]                     | 6–7(6–8), 6–2, 7–6(7–4)      |